# المحكمة الدستورية (المغرب)
المحكمة الدستورية المغربية أعلى هيئة قضائية في المغرب، تمارس رقابة قبلية وبعدية على دستورية القوانين، وتبت في موافقة الاتفاقيات الدولية التي يوقعها المغرب للدستور، وتختص بالنظر في صحة انتخاب أعضاء البرلمان، عين ملك المغرب محمد السادس رئيس المحكمة الدستورية وأعضاءها في 4 أبريل 2017، ليتم الارتقاء بهذه المؤسسة الدستورية من مجلس دستوري إلى محكمة دستورية تطبيقا لمقتضيات دستور العام 2011. الإطار القانوني للمحكمة هو الدستور
والقانون التنظيمي رقم 066.13

## التأليف
تتألف المحكمة الدستورية، طبقا لأحكام الفصل 130  من الدستور، من اثني عشر (12) عضوا، يعينون لمدة تسع (9) سنوات غير قابلة للتجديد، من بين الشخصيات المتوفرة على تكوين عال في مجال القانون، وعلى كفاءة قضائية أو فقهية أو إدارية، والذين مارسوا مهنتهم لمدة تفوق خمس عشرة (15) سنة، والمشهود لهم بالتجرد والنزاهة.
ويتوزع هؤلاء الأعضاء كما يلي :
- ستة (6) أعضاء يعينون بظهير من بينهم عضو يقترحه الأمين العام للمجلس العلمي الأعلى؛
- ثلاثة (3) أعضاء ينتخبون من قبل مجلس النواب ؛
- ثلاثة (3) أعضاء ينتخبون من قبل مجلس المستشارين.[4]

## الاختصاص
تبت المحكمة الدستورية في مطابقة القوانين التنظيمية والأنظمة الداخلية لمجلس البرلمان للدستور قبل العمل بها. ويمكن للملك ورئيس الحكومة ورئيسي مجلسي البرلمان أو خمس أعضاء مجلس النواب وأربعين عضوا من أعضاء مجلس المستشارين، أن يحيلوا القوانين والاتفاقيات الدولية قبل إصدار الأمر بتنفيذها أو قبل المصادقة عليها إلى المحكمة الدستورية لتحسم في مطابقتها للدستور.